# コット語
コット語 (ロシア語: Коттский язык)とは、エニセイ語族に分類される死語。中央シベリアのエニセイ川の支流マナ川の流域で話されていた。1850年代に消滅した。同語族のアッサン語をコット語の方言と主張する言語学者もいる。エニセイ川下流域で話されているケット語とよく類似している。
1858年フィンランドの民族学者マティアス・カストレンはコット語とケット語の文法書・辞書(Versuch einer jenissei-ostjakischen und kottischen Sprachlehre)を出版した。